# Rhantus rohani
Rhantus rohani är en skalbaggsart som beskrevs av Peschet 1924. Rhantus rohani ingår i släktet Rhantus och familjen dykare. Inga underarter finns listade i Catalogue of Life.